# Pueblo ocoroni
Los ocoronis fueron una etnia indígena en el actual estado de Sinaloa (México), específicamente asentados en el río Ocoroni, tributario del río Sinaloa, que cohabitaron con los grupos guasaves y los achires al este, y con los xiximes al oeste en la sierra.
Actualmente se desconocen muchos datos sobre este pueblo, aunque se sabe que pertenecieron al grupo de los cáhitas, de la familia lingüística uto-azteca.
De este pueblo indígena se conservan 35 fotografías, donadas por Rafael García al INAH (Instituto Nacional de Antropología e Historia) de México.
En 1903, Fortunato Hernández y Ricardo E. Cicero escribieron acerca de los ocoronis, pero posteriormente este pueblo fue olvidado y desapareció en los años setenta.